# Neobisium dinaricum
Neobisium dinaricum es una especie de arácnido del orden Pseudoscorpionida de la familia Neobisiidae.
Presenta las subespecies:
- Neobisium dinaricum caligatum
- Neobisium dinaricum dinaricum
- Neobisium dinaricum tartareum

## Distribución geográfica
Se encuentra en los territorios que antes se llamaban Yugoslavia.